# Кобуладзе, Сергей Соломонович
Сергей (Серго) Соломонович Кобуладзе (груз. სერგო სოლომონის ძე ქობულაძე; 25 января [7 февраля] 1909, Ахалцих, Тифлисская губерния, Российская империя — 22 июля 1978, Тбилиси, Грузинская ССР, СССР) — советский грузинский художник, книжный график, театральный художник, живописец. Народный художник Грузинской ССР (1958).

## Биография
Родился 25 января (7 февраля) 1909 года в Ахалцихе.

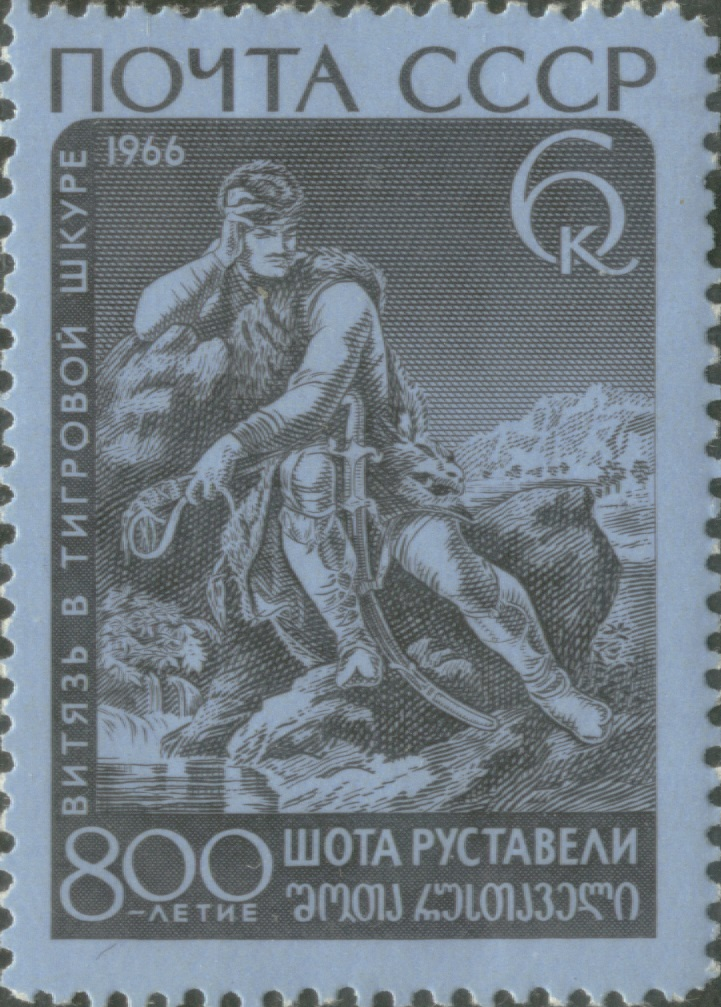
Иллюстрация к поэме «Витязь в тигровой шкуре»: Тариэл у потока (по одноимённому рис. С. Кобуладзе, 1935—1937

Сергей Кобуладзе с 1925 по 1930 год учился в Тбилисской академии художеств у Е. Е. Лансере, И. А. Шарлеманя, Г. И. Габашвили. С 1938 года становится преподавателем академии художеств (с 1957 профессор). Член ВКП(б) с 1947 года.
Работу в качестве сценографа начал в 1932 году в театре, вскоре после этого названном именем К. Марджанишвили. С 1933 года оформлял спектакли: в Театре имени Руставели, сделал эскизы костюмов к пьесе Ф. Шиллера «Разбойники» (1933), оформил спектакль «Платон Кречет» А. Е. Корнейчука (1935), комедию К. Гольдони «Хозяйка гостиницы» (1936), «Король Лир» Шекспира (1948). Работал в Театре оперы и балета имени 3. П. Палиашвили, оформил оперы М. А. Баланчивадзе «Дареджан Коварная» и З. П. Палиашвили «Абесалом и Этери» (1936), оперу Ш. М. Мшвелидзе «Сказание о Тариэле» (1947), балет Г. В. Киладзе «Синатле» (1948), оперу Д. А. Торадзе «Невеста севера» (1958). Оформил в ГАБТ балет А. К. Глазунова «Раймонда» (1945). Для декораций Кобуладзе характерны историческая достоверность, конкретность, богатый колорит, монументальный характер.
Серго Кобуладзе проиллюстрировал поэму Шота Руставели «Витязь в тигровой шкуре» (1935—1937), некоторые трагедии У. Шекспира, «Слово о полку Игореве» (1939).
Произведения художника входят в постояную экспозицию Галереи изобразительного искусства им. Давида Какабадзе (Кутаиси).
Умер в 1978 году.

## Награды и премии
- Сталинская премия первой степени (1947), за оформление оперного спектакля «Сказание о Тариэле» Ш. М. Мшвелидзе
- Сталинская премия первой степени (1948), за оформление балетного спектакля «Синатле» Г. В. Киладзе
- Государственная премия Грузинской ССР имени Шота Руставели (1979), посмертно
- орден Трудового Красного Знамени
- медали
- Народный художник Грузинской ССР (1958).

## Известные ученики
- Дереберя, Иван Григорьевич (1923—2014), российский художник.
- Цуцкиридзе, Леван Семёнович (род. 1926), грузинский художник.
- Кат, Теучеж Мадинович (род. 1945), российский художник.